# Bomba a grafite

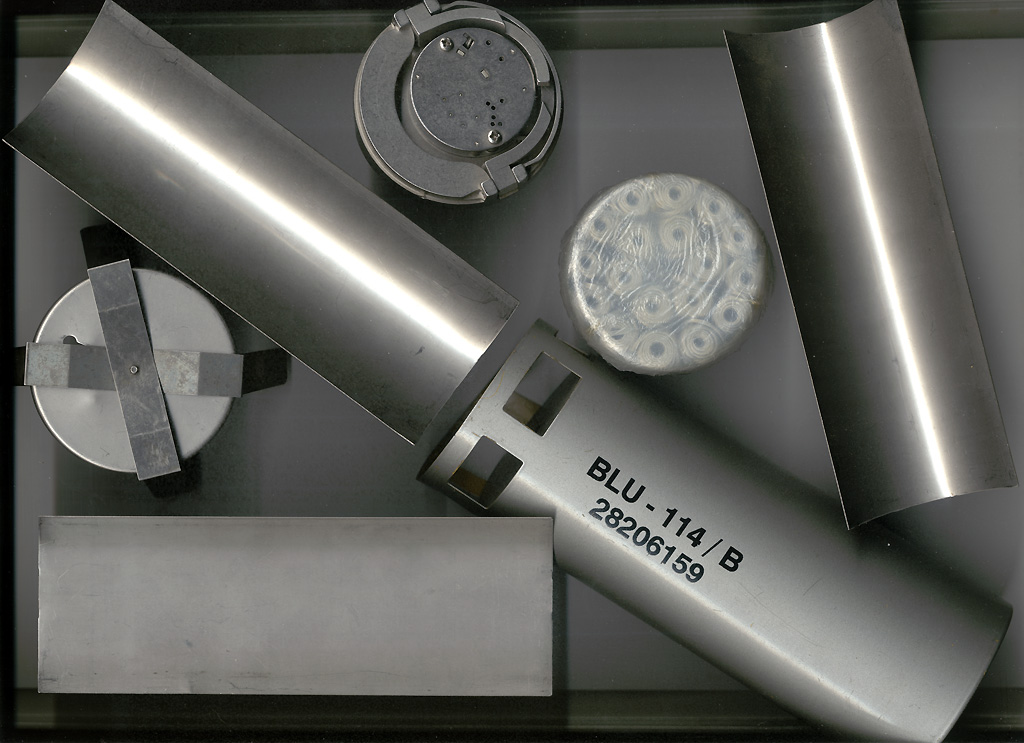
Bomba a grafite BLU-114/B

La bomba a grafite (conosciuta anche come "bomba blackout") è un'arma non letale utilizzata per la disattivazione di sistemi elettrici. 

## Descrizione
Le bombe a grafite esplicano la loro funzione liberando una nuvola di filamenti di carbonio estremamente sottili sopra a componenti elettrici, causando cortocircuiti e interruzioni dell'alimentazione elettrica. I filamenti misurano solo poche frazioni di millimetro e possono fluttuare nell'aria come una densa nuvola. Il raggio d'azione di quest'arma è confinato solamente al circuito bersaglio, limitando i danni ad apparecchiature elettriche contigue ed è attiva solo su circuiti non isolati.

## Struttura della bomba
Una bomba a grafite consiste di un contenitore metallico che è riempito di cartucce di fibra di carbonio e di un detonatore. Nella versione in dotazione all'esercito statunitense il contenitore è solitamente etichettato "BLU-114/B". BLU è un acronimo militare che sta per "Bomb Live Unit". Una volta che la bomba è stata lanciata da un aeroplano od un missile, il detonatore è attivato. L'esplosivo poi detona, rompendo i filamenti di carbonio in particelle molto fini le quali vengono espulse dal contenitore grazie ai gas prodotti dall'esplosione formando una nuvola.

## Utilizzo bellico
La bomba a grafite è stata usata per la prima volta contro L'Iraq nella guerra del Golfo, disabilitando l'85% della fornitura elettrica. È stata inoltre usata dalla NATO contro la Serbia nel maggio del 1999, interrompendo il 70% della fornitura elettrica del paese, che però è stata ripristinata dopo solo 24 ore. 
La Corea del Sud ha annunciato dei piani di costruzione di bombe alla grafite da utilizzarsi contro la Corea del Nord in caso di un nuovo conflitto sulla penisola Coreana.